# Ole Selnæs
Ole Kristian Selnæs, né le 7 juillet 1994 à Trondheim, est un footballeur international norvégien, qui joue au poste de milieu défensif au Rosenborg BK.
Il est le fils de l'ancien gardien de Rosenborg Ivar Selnæs.

## Carrière

### Débuts
Ole Selnæs naît à Trondheim, mais passe sa jeunesse à Lillestrøm avec son père Ivar Selnæs, alors entraîneur du club de Skjetten. Il joue au sein des structures jeunes de ce club. Sa famille retourne plus tard à Trondheim et il intègre le Sverresborg IF.

### Rosenborg BK
Inspiré par le jeu d'Andrea Pirlo, Selnæs rejoint Rosenborg en 2009, où il est tout de suite remarqué pour sa patte gauche et sa bonne vision du jeu, ce qui lui permet de s'épanouir en tant que milieu de terrain.
En 2011, il est l'une des clés de voûte de l'équipe U19 de Rosenborg qui remporte le championnat,. Il signe son premier contrat professionnel le 25 mars 2012. Il commence la saison comme remplaçant de la paire de milieux Mohammed-Awal Issah et Markus Henriksen, mais prend rapidement la place de Henriksen dans le onze de départ. Ses débuts professionnels ont lieu contre Lillestrøm, le 1er avril 2012, quand il remplace Issah. La semaine d'après, il connaît sa première titularisation à la maison contre Sogndal. Après quatre matchs, il est nommé plus gros talent de Scandinavie par le site scan-scout.com,.
Selnæs est un titulaire régulier durant la première moitié de la saison 2012, mais perd sa place à cause d'une blessure. À son retour, Rosenborg a déjà acheté Tarik Elyounoussi, Cristian Gamboa et Jaime Alas, réduisant ainsi son temps de jeu. Il déclare alors dans un entretien à NRK en septembre 2012 : « Je n'ai que 19 ans, j'ai tout le temps devant moi. Je vais travailler encore plus dur pour retrouver ma place dans l'équipe. »
Il gagne ses premiers trophées à l'issue de la saison 2015, où il remporte avec son club les titres de champion de Norvège et vainqueur de la coupe de Norvège. Il est par ailleurs élu cette saison-là meilleur joueur du championnat norvégien.

### AS Saint-Étienne
Il rejoint le championnat français le 1er février 2016 en signant à l'AS Saint-Étienne,. Il joue son premier match avec le maillot stéphanois le 10 février en Coupe de France contre l'ESTAC Troyes, en étant titulaire (victoire, 1-2 a.p.).
Lors de la saison 2017-2018 Ole Selnaes est monté en puissance tout au long de la saison mais surtout depuis l'arrivée de Yann M'Vila son nouveau partenaire en milieu de terrain. Cette saison Ole a fait deux passes décisives les deux lors du dernier match de championnat face au LOSC et pour la même personne Romain Hamouma auteur ce soir-là d'un triplé (ASSE 5-0 LOSC).
Lors de la première partie de saison 2018-2019, il enchaîne les bonnes performances dans l'entrejeu stéphanois aux côtés de Yann M'Vila, avec notamment plusieurs ballons décisifs dans la profondeur.
Performant en première partie de saison, le milieu de terrain a cependant lancé et remporté un bras de fer contre ses supérieurs pour être transféré en Chine.

### Shenzhen FC
Le 9 février 2019, Ole Selnæs est transféré au (promu en Super league) Shenzhen FC.
Lors de son premier match en Chine, le 2 mars 2019, l'international norvégien égalise juste avant la pause (1-1, 45e+2), contre le Hebei China Fortune, l'équipe de Javier Mascherano, avant d'inscrire - en supériorité numérique - le but du break (86e, 3-1).

### FC Zurich
Le 24 juin 2022, il s’engage libre de tout contrat pour une saison en faveur du FC Zurich.
Avec son nouveau club, son premier but est contre son camp, en faveur de Glimt en Europaleague, le 15 septembre 2022.

### Rosenborg BK
Le 6 septembre 2023, Ole Selnæs fait son retour au Rosenborg BK près de huit ans après son départ du club. Il signe alors un contrat courant jusqu'en décembre 2027.
Selnæs marque son premier but depuis son retour le 14 avril 2024, lors d'une rencontre de championnat face au Hamarkameratene. Il donne la victoire à son équipe en étant l'unique buteur de la rencontre.

## Carrière internationale
Selnæs représente son pays des U16 jusqu'aux espoirs. Il est appelé avec l'équipe première lors de l'été 2015, sans pour autant entrer en jeu.
Le 8 octobre 2016, lors d'un déplacement de la Norvège en Azerbaïdjan (défaite 0-1) pour le compte des qualifications de la Coupe du monde 2018, Ole Selnæs invective l'arbitre assistant. La commission de discipline de la FIFA inflige au joueur une suspension de onze mois, le privant notamment des quatre prochaines rencontres qualificatives. Jusqu'en 2019, il est considéré comme un titulaire indispensable pour son sélectionneur.

## Statistiques
| Saison                | Club                          | Championnat           | Championnat | Championnat | Championnat | Coupe(s) nationale(s) | Coupe(s) nationale(s) | Coupe(s) nationale(s) | Compétition(s) continentale(s) | Compétition(s) continentale(s) | Compétition(s) continentale(s) | Compétition(s) continentale(s) | Barrages | Barrages | Barrages | Total | Total | Total |
| Saison                | Club                          | Division              | M.          | B.          | P.d.        | M.                    | B.                    | P.d.                  | Comp.                          | M.                             | B.                             | P.d.                           | M.       | B.       | P.d.     | M.    | B.    | P.d.  |
| 2012                  | Rosenborg BK                  | Tippeligaen           | 22          | 1           | 2           | 4                     | 0                     | 0                     | C3                             | 8                              | 0                              | 0                              | -        | -        | -        | 34    | 1     | 2     |
| 2013                  | Rosenborg BK                  | Tippeligaen           | 19          | 0           | 1           | 7                     | 2                     | 2                     | C3                             | 3                              | 0                              | 1                              | -        | -        | -        | 29    | 2     | 4     |
| 2014                  | Rosenborg BK                  | Tippeligaen           | 21          | 1           | 4           | 2                     | 0                     | 1                     | C3                             | 6                              | 0                              | 0                              | -        | -        | -        | 29    | 1     | 5     |
| 2015                  | Rosenborg BK                  | Tippeligaen           | 25          | 2           | 5           | 3                     | 0                     | 0                     | C3                             | 14                             | 0                              | 0                              | -        | -        | -        | 42    | 2     | 5     |
| Sous-total            | Sous-total                    | Sous-total            | 87          | 4           | 12          | 16                    | 2                     | 3                     | -                              | 31                             | 0                              | 1                              | -        | -        | -        | 134   | 6     | 16    |
| 2015-2016             | AS Saint-Étienne              | Ligue 1               | 3           | 0           | 0           | 2                     | 0                     | 0                     | C3                             | -                              | -                              | -                              | -        | -        | -        | 5     | 0     | 0     |
| 2016-2017             | AS Saint-Étienne              | Ligue 1               | 26          | 0           | 0           | 2                     | 0                     | 0                     | C3                             | 9                              | 0                              | 0                              | -        | -        | -        | 37    | 0     | 0     |
| 2017-2018             | AS Saint-Étienne              | Ligue 1               | 26          | 0           | 2           | 3                     | 0                     | 0                     | -                              | -                              | -                              | -                              | -        | -        | -        | 29    | 0     | 2     |
| 2018-2019             | AS Saint-Étienne              | Ligue 1               | 20          | 0           | 5           | 1                     | 0                     | 0                     | -                              | -                              | -                              | -                              | -        | -        | -        | 21    | 0     | 5     |
| Sous-total            | Sous-total                    | Sous-total            | 75          | 0           | 7           | 8                     | 0                     | 0                     | -                              | 9                              | 0                              | 0                              | -        | -        | -        | 92    | 0     | 7     |
| 2019                  | Shenzhen FC                   | Chinese Super League  | 27          | 4           | 3           | -                     | -                     | -                     | -                              | -                              | -                              | -                              | -        | -        | -        | 27    | 4     | 3     |
| 2020                  | Shenzhen FC                   | Chinese Super League  | 13          | 0           | 3           | 1                     | 0                     | 0                     | -                              | -                              | -                              | -                              | 5        | 0        | 0        | 19    | 0     | 3     |
| Sous-total            | Sous-total                    | Sous-total            | 40          | 4           | 6           | 1                     | 0                     | 0                     | -                              | -                              | -                              | -                              | 5        | 0        | 0        | 46    | 4     | 6     |
| 2021                  | Hebei China Fortune FC (prêt) | Chinese Super League  | 14          | 1           | 0           | -                     | -                     | -                     | -                              | -                              | -                              | -                              | -        | -        | -        | 14    | 1     | 0     |
| Sous-total            | Sous-total                    | Sous-total            | 14          | 1           | 0           | -                     | -                     | -                     | -                              | -                              | -                              | -                              | -        | -        | -        | 14    | 1     | 0     |
| 2022-2023             | FC Zurich                     | Super League          | 16          | 0           | 2           | 1                     | 0                     | 0                     | C1+C3                          | 12                             | 0                              | 1                              | -        | -        | -        | 29    | 0     | 3     |
| Total sur la carrière | Total sur la carrière         | Total sur la carrière | 232         | 9           | 27          | 26                    | 2                     | 3                     | -                              | 52                             | 0                              | 2                              | 5        | 0        | 0        | 315   | 11    | 32    |

## Palmarès

### En club
Avec Rosenborg BK, il est Champion de Norvège en 2015 et Vice-champion en 2014. Il remporte également la Coupe de Norvège en 2015 mais s'incline en finale de la Coupe de Norvège en 2013.

### Distinctions personnelles
Il est élu meilleur joueur du championnat norvégien en 2015. 